# Wilson Luís Angotti Filho
Wilson Luís Angotti Filho (ur. 5 kwietnia 1958 w Taquaritinga) – brazylijski duchowny katolicki, biskup Taubaté od 2015.

## Życiorys
Święcenia kapłańskie przyjął 19 grudnia 1982 i został inkardynowany do archidiecezji Belo Horizonte. Był m.in. koordynatorem duszpasterstwa powołań, wykładowcą kilku brazylijskich uczelni oraz asesorem przy komisji Konferencji Episkopatu Brazylii ds. nauki wiary.
4 maja 2011 papież Benedykt XVI mianował go biskupem pomocniczym archidiecezji Belo Horizonte oraz biskupem tytularnym Tabae. Sakry biskupiej udzielił mu 1 lipca 2011 w Taquaritinga arcybiskup Walmor Oliveira de Azevedo.
15 kwietnia 2015 papież Franciszek mianował go biskupem ordynariuszem diecezji Taubaté. Ingres odbył się 13 czerwca 2015.